# Helsingborgs teater

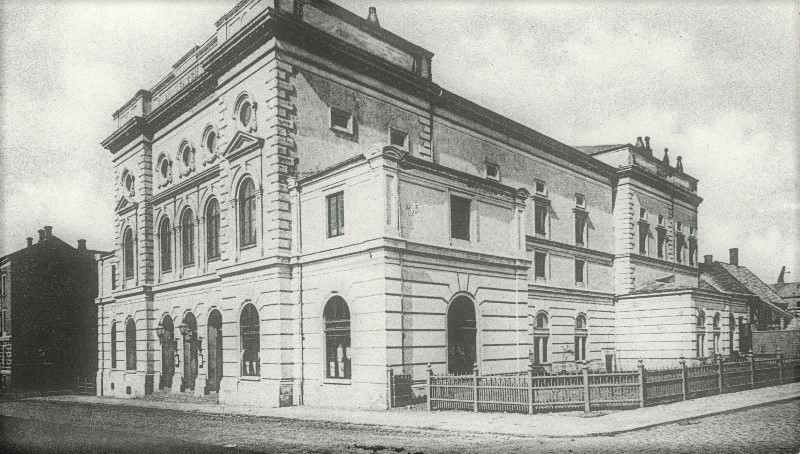
Helsingborgs teater omkring år 1888.

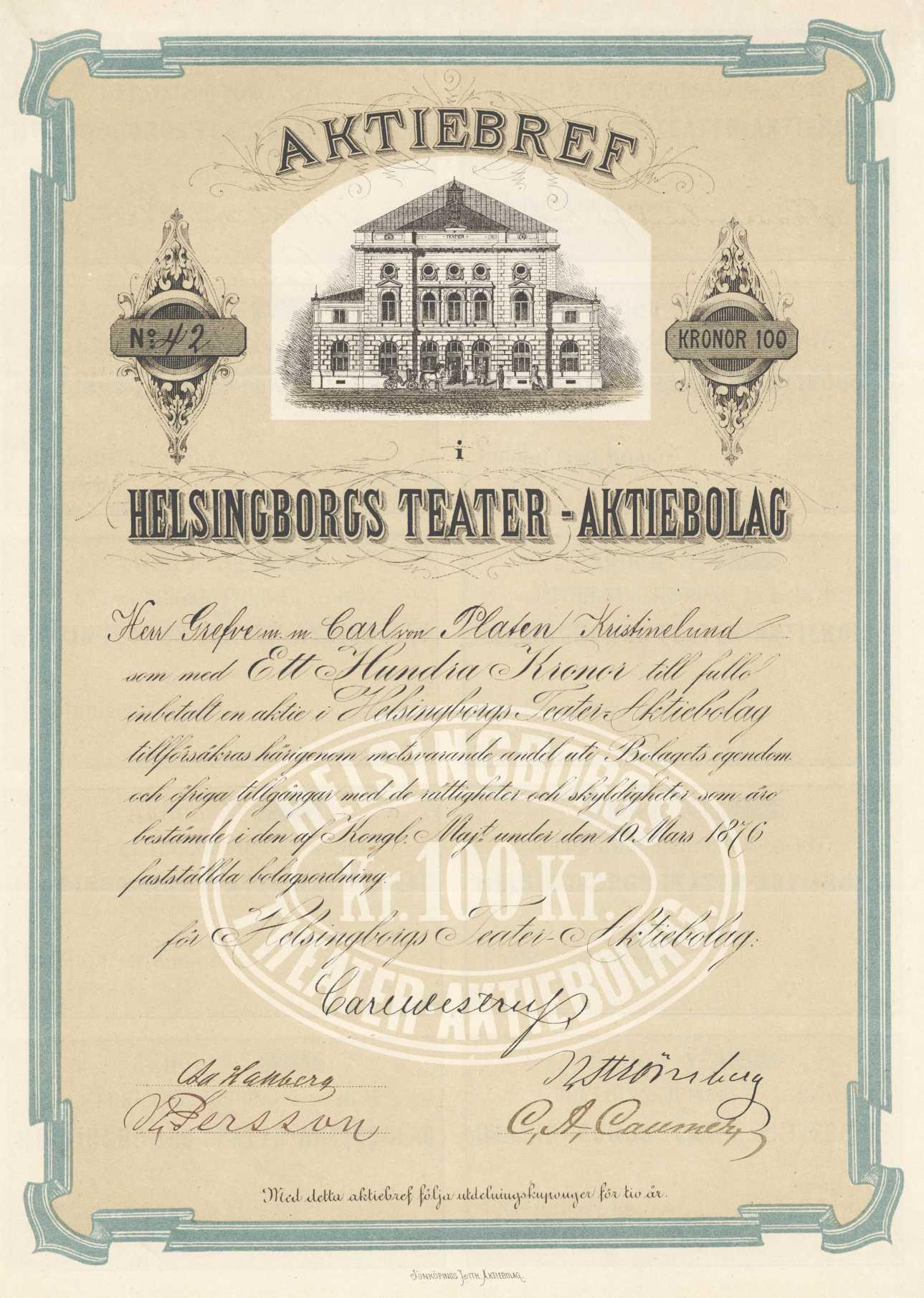
Helsingborgs Teater-Aktiebolag aktie den 10 mars 1876

Helsingborgs teater vid Prästgatan (Kv. Thalia) invigdes 1877 och ersatte en äldre teaterlada i samma kvarter. År 1911 blev byggnaden landets första stadsteater. Byggnaden var uppförd i nyrenässans med rundbågiga fönster och hörnkedjor och hade viss likhet med Stora teatern i Göteborg. Teatern revs 1976, strax före sin hundraårsdag, då stadsteatern fått nya lokaler. Rivningen sågs av många helsingborgare som en kulturskandal.